# Spoorlijn Lutzelbourg - Drulingen
De Spoorlijn Lutzelbourg - Drulingen was een Franse spoorlijn van Lutzelbourg naar Drulingen. De lijn was 20,0 km lang en heeft als lijnnummer 157 000.

## Geschiedenis
Het gedeelte tussen Lutzelbourg en Maisons-Rouges werd geopend op 1 september 1883 door de Rappoltsweiler Straßenbahn. Het trajectdeel tussen Maisons-Rouges en Drulingen werd op 1 oktober 1903 geopend door de Reichseisenbahnen in Elsaß-Lothringen. In 1913 werd de lijn nogmaals verlengd tot het nieuwe station van Drulingen. Het oude station werd hernoemd naar Drulingen-Est. 
Personenvervoer op het gedeelte tussen Maisons-Rouges en Drulingen heeft plaatsgevonden tot 3 oktober 1945. Op het traject tussen Lutzelbourg en Maisons-Rouges werd het personenvervoer gestaakt op 1 oktober 1949. Voor het vervoer van goederen bleef de lijn niet veel langer in gebruik. Tussen Maisons-Rouges en Drulingen tot 1 maart 1951 en tussen Lutzelbourg en Maisons-Rouges tot 1 september 1953. In 1956 is de lijn volledig opgebroken.

## Aansluitingen
In de volgende plaatsen is of was er een aansluiting op de volgende spoorlijnen:
Lutzelbourg
RFN 070 000, spoorlijn tussen Noisy-le-Sec en Strasbourg-Ville
Maisons-Rouges
RFN 158 000, spoorlijn tussen Maisons-Rouges en Phalsbourg
Drulingen
RFN 167 000, spoorlijn tussen Réding en Diemeringen

## Galerij

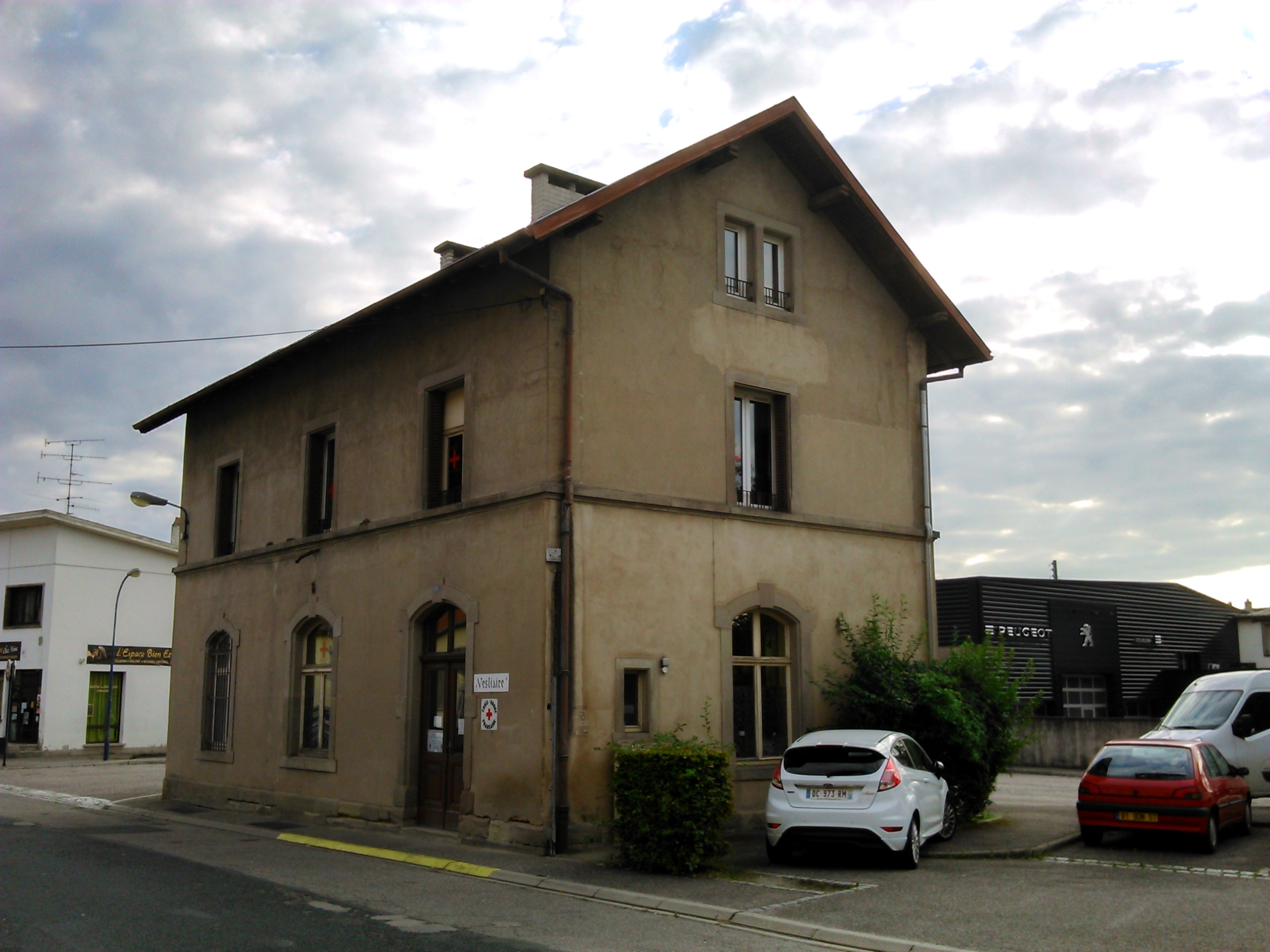
Station Phalsbourg
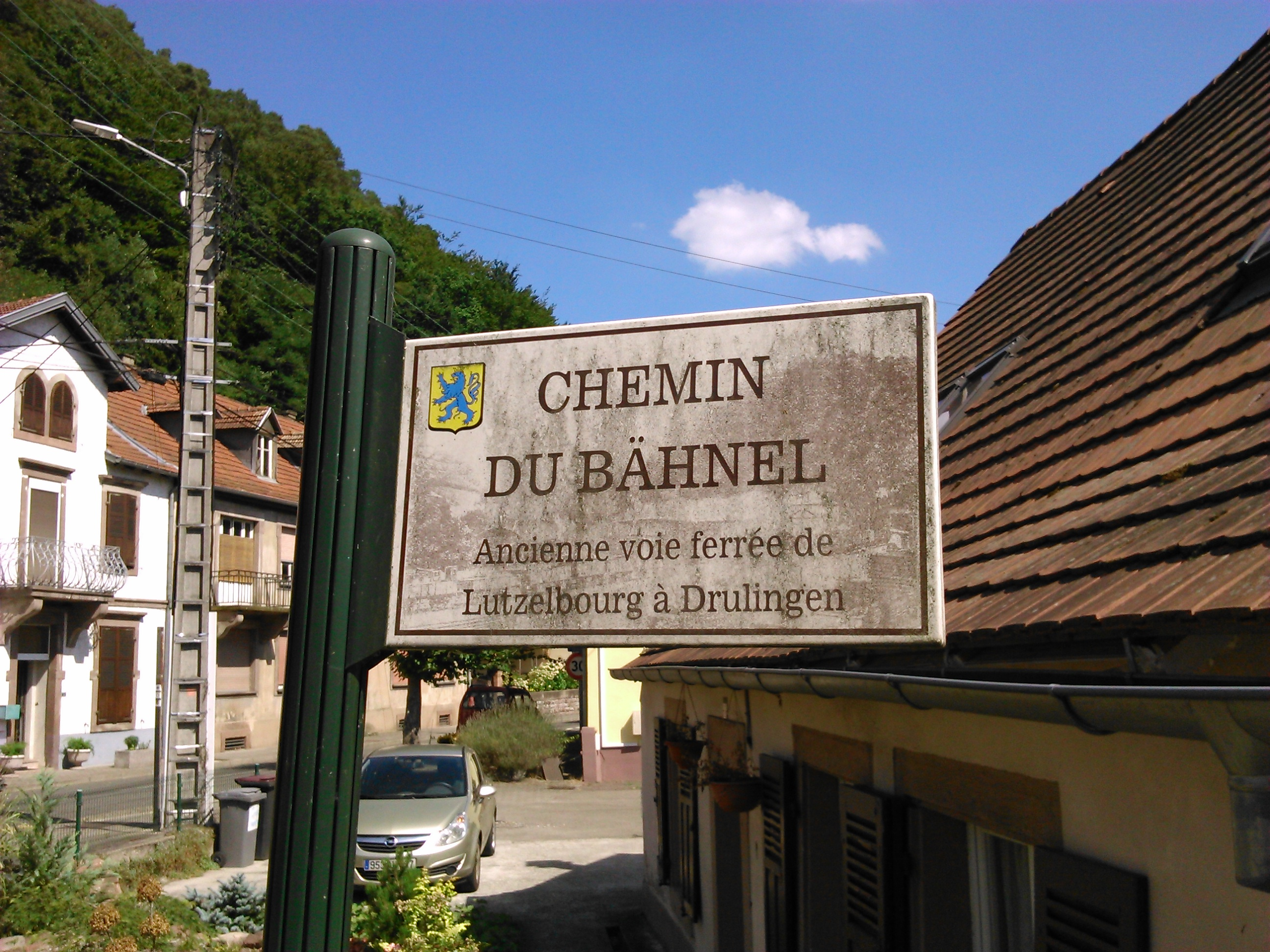
Straatnaambord in Lutzelbourg